# スズキ・H型エンジン
スズキ・H型エンジンはスズキによって製造されるV型6気筒のガソリンエンジンである。バルブ駆動方式は4カムOHC機構（片バンクあたりDOHC機構）、カムシャフト駆動方式はタイミングチェーン、バルブ数は吸気2、排気2の気筒当たり4バルブである。主にエスクードに縦置きで搭載される。

## H20A
- 排気量：2.0リットル(1,998cc)
- 内径×行程：78.0mm×69.7mm
- 圧縮比：9.5 / 9.7
- 出力・トルク
- (1)103kW(140PS)/6,500rpm　176Nm(18.0kgf-m)/4,000rpm
- (2)107kW(145PS)/6,500rpm　183Nm(18.7kgf-m)/4,000rpm

## H25A
- 排気量：2.5リットル(2,493cc)
- 内径×行程：84.0mm×75.0mm
- 圧縮比：9.5
- 出力・トルク
- (1)118kW(160PS)/6,500rpm　221Nm(22.5kgf-m)/3,500rpm

## H27A
- 排気量：2.7リットル(2,736cc)
- 内径×行程：88.0mm×75.0mm
- 圧縮比：9.5
- 出力・トルク
- (1)130kW(177PS)/6,000rpm　242Nm(24.7kgf-m)/4,000rpm
- (2)135kW(184PS)/6,000rpm　250Nm(25.5kgf-m)/4,500rpm